# Чемпионат Европы по лёгкой атлетике в помещении 2017 — эстафета 4×400 метров (женщины)
Соревнования в эстафете 4×400 метров у женщин на чемпионате Европы по лёгкой атлетике в помещении в Белграде прошли 5 марта 2017 года на «Комбанк Арене». К соревнованиям были допущены 6 сильнейших сборных по итогам летнего сезона 2016 года.
Действующим зимним чемпионом Европы в эстафете 4×400 метров являлась сборная Франции.

## Рекорды
До начала соревнований действующими были следующие рекорды в помещении.
| Мировой рекорд                 | Россия · Юлия Гущина · Ольга Котлярова · Ольга Зайцева · Олеся Красномовец         | 3.23,37 | Глазго, Великобритания | 28 января 2006  |
| Рекорд Европы                  | Россия · Юлия Гущина · Ольга Котлярова · Ольга Зайцева · Олеся Красномовец         | 3.23,37 | Глазго, Великобритания | 28 января 2006  |
| Рекорд чемпионатов Европы      | Великобритания · Эйлид Чайлд · Шейна Кокс · Кристин Охуруогу · Перри Шейкс-Дрейтон | 3.27,56 | Гётеборг, Швеция       | 3 марта 2013    |
| Лучший результат сезона в мире | Техасский университет A&M Джавин Рид Даниэль Уайт Джазмин Фрей Кадесия Бэрд        | 3.29,74 | Клемсон, США           | 11 февраля 2017 |

## Расписание
| Дата         | Время | Раунд соревнований |
| ------------ | ----- | ------------------ |
| 5 марта 2017 | 19:15 | Финал              |

Время местное (UTC+1)

## Медалисты
| Золото                                                                        | Серебро                                                                 | Бронза                                                                       |
| Польша · Патриция Выцишкевич · Малгожата Голуб · Ига Баумгарт · Юстина Свенти | Великобритания · Эйлид Дойл · Филиппа Лоу · Мэри Ихике · Лавиаи Нильсен | Украина · Ольга Бибик · Татьяна Мельник · Анастасия Брызгина · Ольга Ляховая |

## Результаты
Обозначения: WR — Мировой рекорд | ER — Рекорд Европы | CR — Рекорд чемпионатов Европы | NR — Национальный рекорд | WL — Лучший результат сезона в мире | EL — Лучший результат сезона в Европе | DNS — Не стартовали | DNF — Не финишировали | DQ — Дисквалифицированы

Финал в эстафете 4×400 метров у женщин состоялся 5 марта 2017 года. Британка Эйлид Дойл к концу первого этапа создала серьёзный отрыв для своей команды, однако на следующих двух отрезках преследовательницы смогли подтянуться к лидерам, а сборная Польши и вовсе вышла вперёд. За победу на финише боролись Юстина Свенти и Лавиаи Нильсен, в итоге сильнее оказалась полька. Она принесла своей стране первое эстафетное золото в истории чемпионатов Европы в помещении. Украина впервые попала на пьедестал континентального первенства, став бронзовым призёром.
| Место | Команда                                                                                  | Результат | Примечания |
| ----- | ---------------------------------------------------------------------------------------- | --------- | ---------- |
| 1     | Польша (Патриция Выцишкевич, Малгожата Голуб, Ига Баумгарт, Юстина Свенти)               | 3:29.94   | EL         |
| 2     | Великобритания (Эйлид Дойл, Филиппа Лоу, Мэри Ихике, Лавиаи Нильсен)                     | 3:31.05   |            |
| 3     | Украина (Ольга Бибик, Татьяна Мельник, Анастасия Брызгина, Ольга Ляховая)                | 3:32.10   |            |
| 4     | Италия (Лучия Паскуале, Мария Энрика Спакка, Мария Бенедикта Чигболу, Айомиде Фолорунсо) | 3:32.87   |            |
| 5     | Франция (Дебора Сананес, Агнес Рааролаи, Луиза-Анн Берто, Флория Гей)                    | 3:33.61   |            |
| 6     | Германия (Рут София Шпельмайер, Надин Гонска, Каролин Вальтер, Лара Хоффман)             | 3:34.60   |            |